# Orly (nummer)

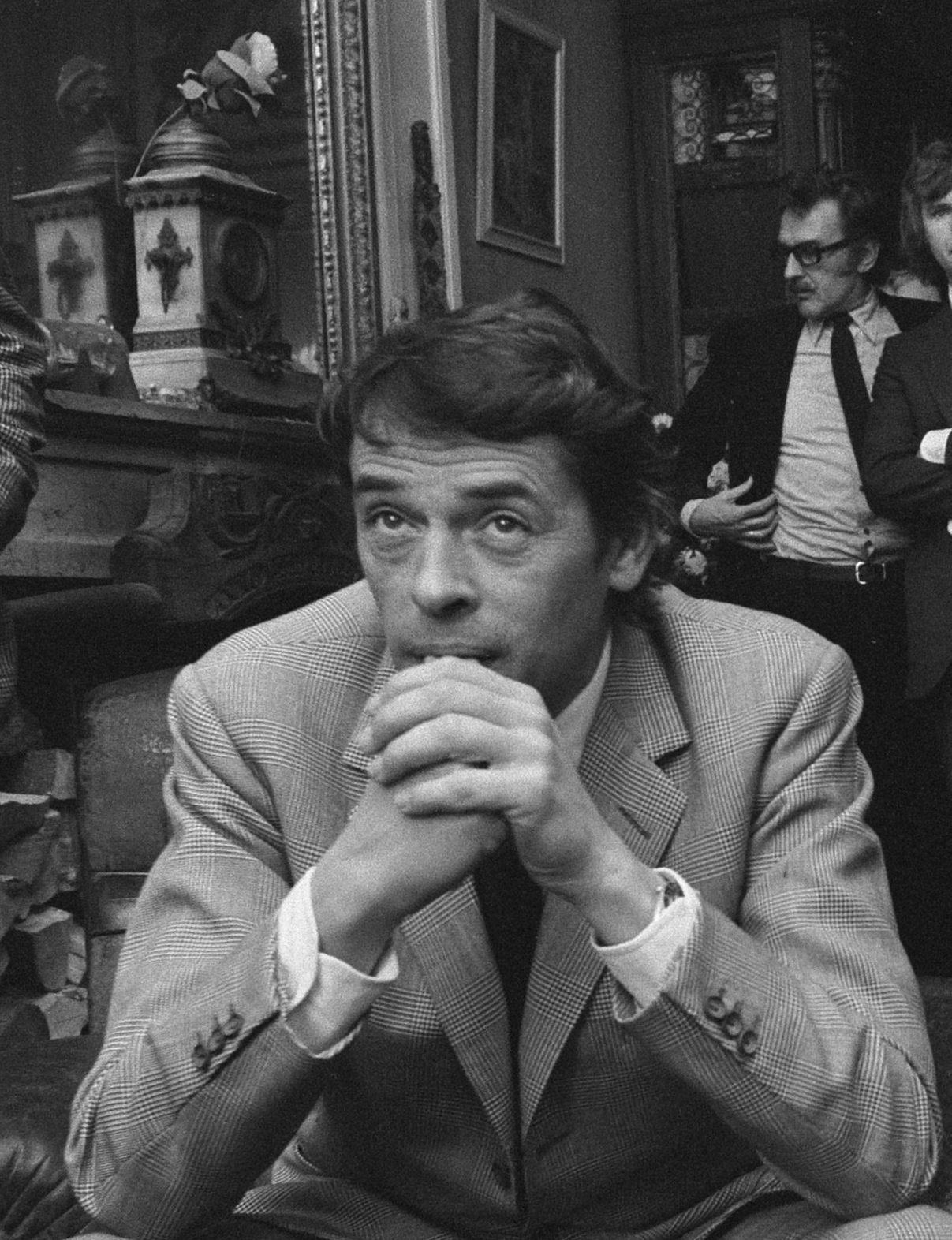
Brel in 1971

Orly is een lied van Jacques Brel uit 1977, van zijn laatste album Les Marquises. Het lied beschrijft in niet mis te verstane termen het afscheid van een paar op de Parijse luchthaven Orly.
In dit zeer intieme lied is de verteller een toeschouwer die het drama in de vertrekhal van een afstand bekijkt. Hij beschrijft in sterke termen hoezeer het paar, alhoewel bestaande uit individuen, een eenheid vormt, ("door de regen aan elkaar gelast", "ingebouwd") en hoezeer het afscheid een destructieve scheuring daarvan is. De verteller maakt een sterk onderscheid van het paar van de hen omringende menigte. ("er zijn er duizenden, maar ik zie er maar twee). Het einde van het lied maakt duidelijk dat dit een vliedend en ongrijpbaar moment was, en dat de vrouw, alleen achtergebleven, opgeslokt wordt door de menigte waarvan ze zich daarvoor onderscheidde.
Het refrein verwijst naar een ander lied dat zich op dezelfde luchthaven afspeelde, Dimanche à Orly (1963) van Gilbert Bécaud. Maar waar dat een vrolijk liedje is, over een onbezorgde middenklasse die zich op zondagmiddag aan de vliegtuigen vergaapt, is dit een sombere tegenhanger.
Het lied is geschreven in een periode dat Brel in een late fase van longkanker was aangekomen, en er wordt ook wel gesteld dat het beschreven afscheid het afscheid is van zijn lichaam, in het lied vertegenwoordigd door de vrouw.